# Sun Life Financial

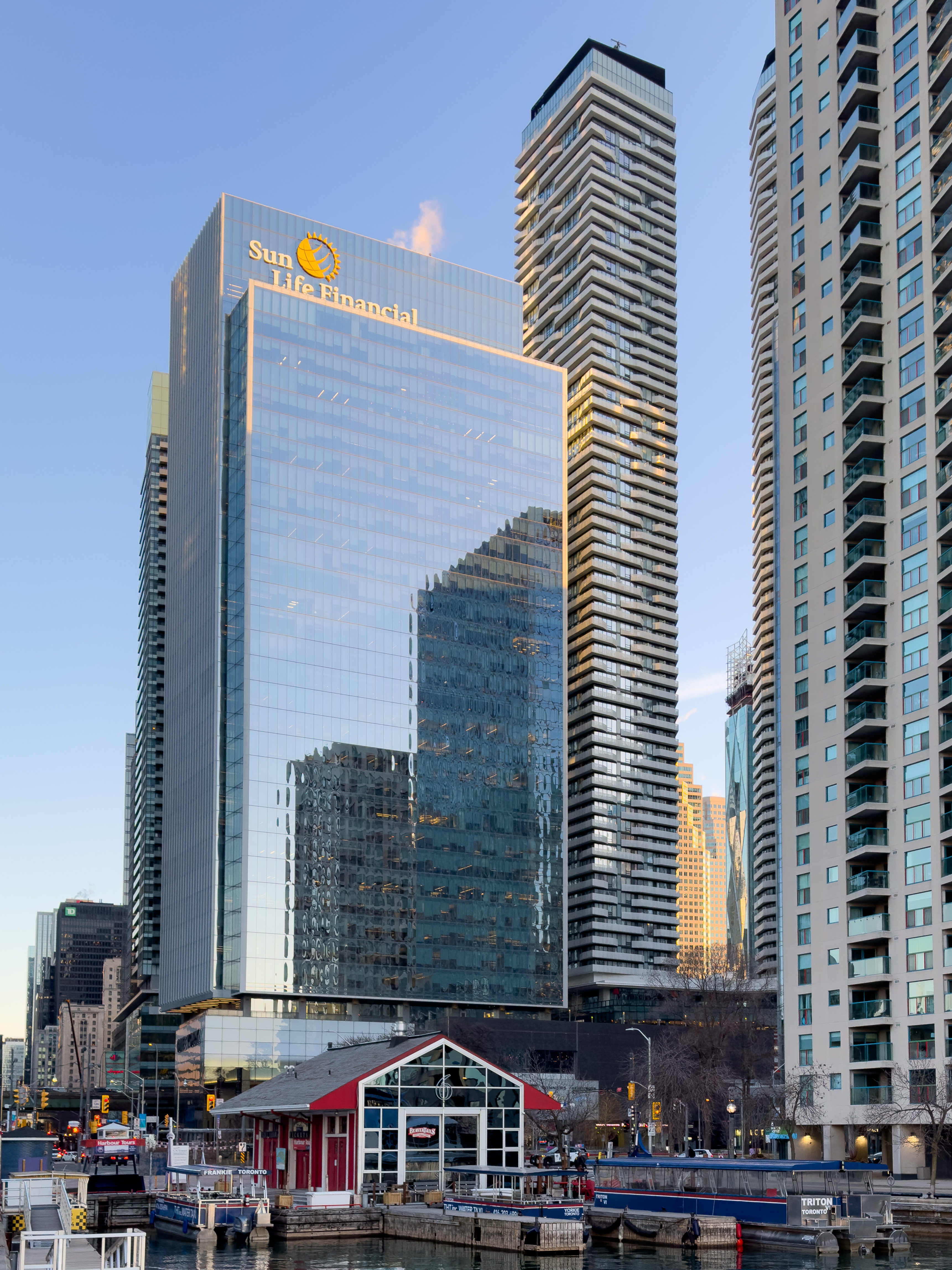
Hauptquartier Sun Life Financial in Toronto

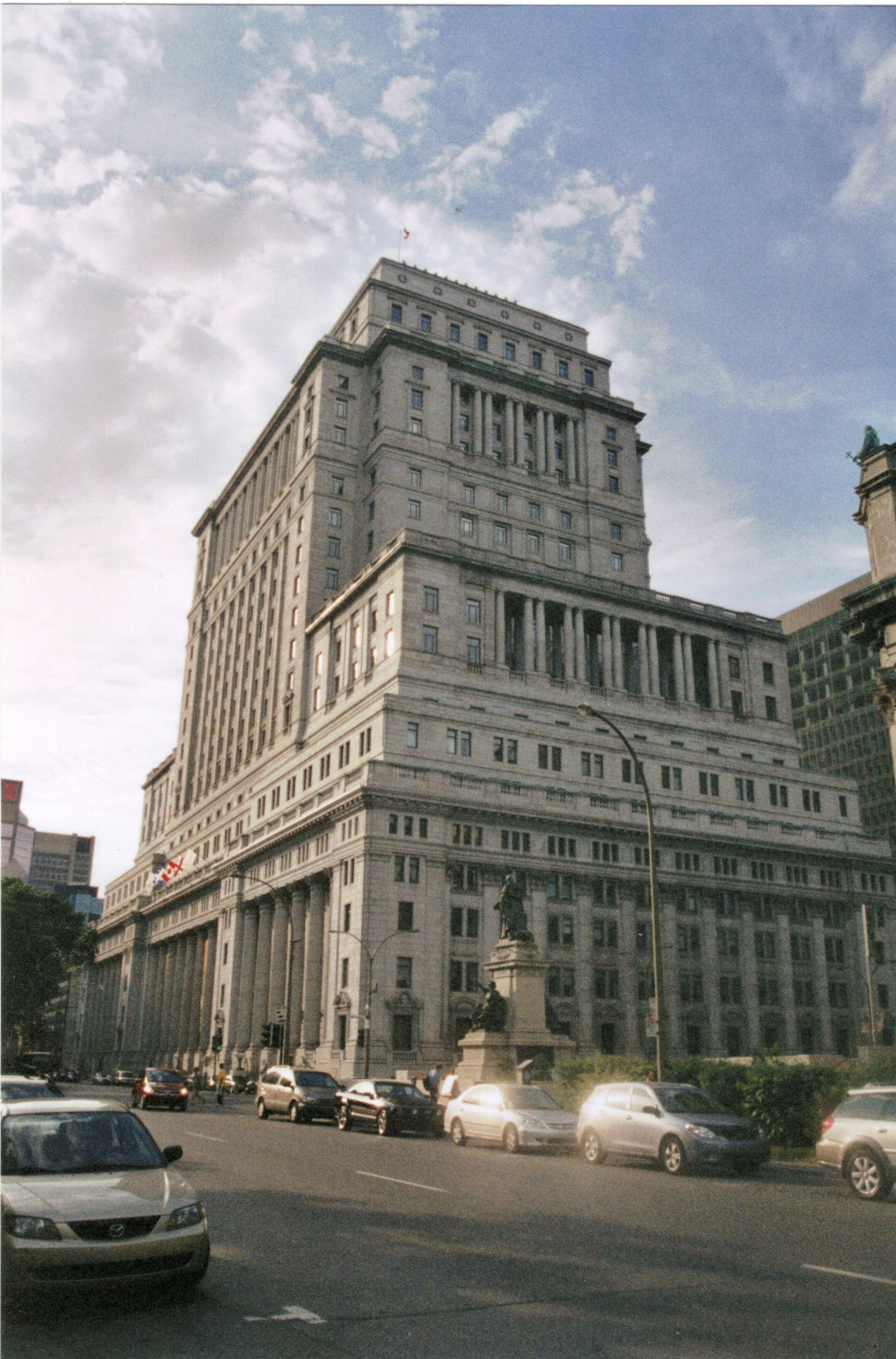
Sun Life Building in Montreal

Sun Life Financial Inc. ist ein kanadisches Unternehmen mit Hauptsitz in Toronto, Ontario. Sun Life Financial bietet Finanzdienstleistungen verschiedener Art an, darunter auch Lebensversicherungen. Das Unternehmen, das hauptsächlich im nordamerikanischen und asiatischen Markt tätig ist, beschäftigt rund 31.000 Mitarbeiter.
Das Unternehmen ist an der Börse von Toronto im Aktienindex S&P/TSX 60 gelistet.

## Geschichte
1865 wurde das Unternehmen Sun Life Assurance Company of Canada von Matthew Hamilton Gault, einem irischen Einwanderer, gegründet. Das Unternehmen nahm seinen operativen Betrieb im Jahre 1871 auf. Zum Ende des 19. Jahrhunderts expandierte das Unternehmen in Zentral- und Südamerika, den USA, Großbritannien, Karibik, Japan, China, Indien und Nordafrika. Während des Zweiten Weltkriegs wurden die Britischen Kronjuwelen sowie die Goldreserven mehrerer europäischer Länder zur sicheren Aufbewahrung im Old Sun Life Building eingelagert.
Nach dem Zweiten Weltkrieg entwickelte und expandierte das Unternehmen im Bereich der Lebensversicherungen weltweit.
2000 ging das Unternehmen an die Börse in Toronto.

## Aktionärsstruktur
Mit Stand vom 31. März 2025 waren folgende Hauptaktionäre publiziert:
| Aktionär                                    | Aktien | Stand        | Anteile in % | Wert in USD   |
| ------------------------------------------- | ------ | ------------ | ------------ | ------------- |
| Royal Bank of Canada                        | 44.76M | Mar 31, 2025 | 7,95 %       | 2,701,935,730 |
| Vanguard Group Inc                          | 24.6M  | Mar 31, 2025 | 4,37 %       | 1,484,805,677 |
| TD Asset Management, Inc                    | 15.8M  | Jun 30, 2025 | 2,80 %       | 953,635,654   |
| Mackenzie Financial Corporation             | 12.1M  | Mar 31, 2025 | 2,15 %       | 730,622,599   |
| Bank of Montreal /CAN/                      | 11.29M | Mar 31, 2025 | 2,00 %       | 681,571,069   |
| 1832 Asset Management L.P.                  | 10.34M | Mar 31, 2025 | 1,84 %       | 624,120,141   |
| Manufacturers Life Insurance Co.            | 8.58M  | Mar 31, 2025 | 1,52 %       | 518,022,886   |
| CIBC Asset Management Inc.                  | 7.12M  | Mar 31, 2025 | 1,26 %       | 429,610,661   |
| Federation Des Caisses Desjardins Du Quebec | 6.75M  | Mar 31, 2025 | 1,20 %       | 407,392,147   |
| NORGES BANK                                 | 6.44M  | Dec 31, 2024 | 1,14 %       | 389,074,319   |